# SEIKO MATSUDA 2020
『SEIKO MATSUDA 2020』（セイコ・マツダ・トゥエンティ・トゥエンティ）は、松田聖子通算53枚目のオリジナル・アルバム。2020年9月30日発売。発売元はEMI Records。

## 解説
松田聖子デビュー40周年イヤー記念作品であり、前作『Merry-go-round』以来約2年ぶりとなるオリジナル・アルバム。
本作は、財津和夫が36年ぶりに松田へ提供した新曲「風に向かう一輪の花」、松本隆が作詞したヒット曲「SWEET MEMORIES」の再編曲&再録音「SWEET MEMORIES ～甘い記憶～」をはじめとした代表曲のリバイバルや、自身作曲テレビ東京系『ワールドビジネスサテライト』エンディングテーマ「La La!! 明日に向かって」、「40th PARTY」など収録。
SHM-CD+DVDの初回限定盤、CD通常盤、SHM-CD+40周年記念アイテム「応援ハチマキ」を同封したUNIVERSAL MUSIC STORE（以下、UMS）限定生産盤3形態で発売される。
通常盤以外は「瑠璃色の地球 2020 Piano Version」がボーナス・トラックにて収録。DVDには「SWEET MEMORIES～甘い記憶～」MV完全版・メイキングシーン・本人インタビューが収められる。
リリースに先駆け、デビュー記念日となる4月1日に本作収録の「SWEET MEMORIES ～甘い記憶～」が配信限定シングルとして先行リリースされた。
当初6月3日発売予定となっていたが、新型コロナウイルス感染拡大の影響による緊急事態宣言の発令を受け、急遽9月30日へ発売日を大幅に変更する旨となった。それに伴い、先行配信シングル第2弾として「瑠璃色の地球 2020」が7月15日より、第3弾として「風に向かう一輪の花」が9月9日よりそれぞれリリースされた。
10月1日・10月3日付のオリコンデイリーアルバムランキングにて1位を獲得。
2021年10月20日、新録セルフカバー曲を追加した本作のデラックス・エディションが、次作アルバム『SEIKO MATSUDA 2021』と同時にリリースされた。完全数量限定生産で、松田による書き下ろしイラスト・ジャケットとニューヨークの名手が手掛けた海外リマスタリング音源で収録。「蒼いフォトグラフ～Photograph of yesterdays～」が追加収録された。

## 収録曲

### 通常盤
| #         | タイトル                                                | 作詞                         | 作曲      | 編曲       | 時間  |
| --------- | ------------------------------------------------------- | ---------------------------- | --------- | ---------- | ----- |
| 1.        | 「瑠璃色の地球 2020」                                   | 松本隆                       | 平井夏美  | 野崎洋一   | 4:24  |
| 2.        | 「セイシェルの夕陽～40th Anniversary～」                | 松本隆                       | 大村雅朗  | 野崎洋一   | 4:21  |
| 3.        | 「赤いスイートピー English Verison」                    | 松本隆／ 英語詞: Marc Jordan | 呉田軽穂  | 野崎洋一   | 4:14  |
| 4.        | 「SWEET MEMORIES～甘い記憶～」                          | 松本隆                       | 大村雅朗  | 野崎洋一   | 4:49  |
| 5.        | 「いちご畑でFUN×4」                                     | 松本隆                       | 大瀧詠一  | 多羅尾伴内 | 4:53  |
| 6.        | 「風に向かう一輪の花」                                  | 松田聖子                     | 財津和夫  | 野崎洋一   | 4:56  |
| 7.        | 「La La!! 明日に向かって」                              | 松田聖子                     | 松田聖子  | 松本良喜   | 3:16  |
| 8.        | 「40th Party」                                          | 松田聖子                     | 松田聖子  | 野崎洋一   | 3:58  |
| 9.        | 「そよ風吹いたら～I can hear the sound of the waves～」 | 松田聖子                     | 松田聖子  | 野崎洋一   | 4:08  |
| 10.       | 「赤いバラ手に抱え」                                    | 松田聖子                     | 松田聖子  | 野崎洋一   | 4:53  |
| 合計時間: | 合計時間:                                               | 合計時間:                    | 合計時間: | 合計時間:  | 43:52 |

1. 瑠璃色の地球 2020
  - 13thアルバム『SUPREME』収録曲のニュー・ヴァージョン。
2. セイシェルの夕陽 〜40th Anniversary〜
  - 7thアルバム『ユートピア』収録曲のニュー・ヴァージョン。
3. 赤いスイートピー English Version
  - 8thシングルの英語詞ヴァージョン。
4. SWEET MEMORIES 〜甘い記憶〜
  - 14thシングル両A面2曲目のニュー・ヴァージョン。
  - マクドナルド「ごはんチキンタツタ」CMソング
  - オリジナルでは英語詞だった2番冒頭部が日本語詞になっている。これは、2017年頃に作曲者・大村の伝記本を制作する過程で、松本自筆による全編日本語詞がオリジナル盤のマスターテープ・ケースから偶然発見された事を知った松田が歌いたいと希望して実現したセルフカバー。
  - ミュージック・ビデオは、オリジナル楽曲を使用して1983年に放送された「サントリーCANビール」のテレビコマーシャルをオマージュした内容になっている。映像の監督も松田が務めた。
5. いちご畑でFUN×4
  - 4thアルバム『風立ちぬ』収録「いちご畑でつかまえて」と大瀧のアルバム『A LONG VACATION』収録の「FUN×4」を大瀧自身がミックスした楽曲。
  - 本楽曲はCDのみの収録であり、各種ダウンロード及びストリーミング配信から除外されている。
6. 風に向かう一輪の花
  - 財津からの楽曲提供は「スピード・ボート」以来36年ぶり。また、松田による作詞とのタッグは「小さなラブソング」以来37年ぶりとなる。
  - 自身の公式YouTubeチャンネルにてティザー映像が公開されている。映像内のイラストはグラフィックデザイナーの塩澤偉史によるもの。
7. La La!! 明日に向かって
  - テレビ東京系「ワールドビジネスサテライト」エンディングテーマ
8. 40th Party
  - 歌詞は周年記念曲の慣例通り、これまでの楽曲タイトル・歌詞のフレーズが随所に含まれ、その曲のメロディが伴奏として使用されている箇所もある。
9. そよ風吹いたら 〜I can hear the sound of the waves〜
10. 赤いバラ手に抱え

### 初回限定盤・UMS盤
| #         | タイトル                                                | 作詞                         | 作曲      | 編曲       | 時間  |
| --------- | ------------------------------------------------------- | ---------------------------- | --------- | ---------- | ----- |
| 1.        | 「瑠璃色の地球 2020」                                   | 松本隆                       | 平井夏美  | 野崎洋一   | 4:24  |
| 2.        | 「セイシェルの夕陽～40th Anniversary～」                | 松本隆                       | 大村雅朗  | 野崎洋一   | 4:21  |
| 3.        | 「赤いスイートピー English Verison」                    | 松本隆／ 英語詞: Marc Jordan | 呉田軽穂  | 野崎洋一   | 4:14  |
| 4.        | 「SWEET MEMORIES～甘い記憶～」                          | 松本隆                       | 大村雅朗  | 野崎洋一   | 4:49  |
| 5.        | 「いちご畑でFUN×4」                                     | 松本隆                       | 大瀧詠一  | 多羅尾伴内 | 4:53  |
| 6.        | 「風に向かう一輪の花」                                  | 松田聖子                     | 財津和夫  | 野崎洋一   | 4:56  |
| 7.        | 「La La!! 明日に向かって」                              | 松田聖子                     | 松田聖子  | 松本良喜   | 3:16  |
| 8.        | 「40th Party」                                          | 松田聖子                     | 松田聖子  | 野崎洋一   | 3:58  |
| 9.        | 「そよ風吹いたら～I can hear the sound of the waves～」 | 松田聖子                     | 松田聖子  | 野崎洋一   | 4:08  |
| 10.       | 「赤いバラ手に抱え」                                    | 松田聖子                     | 松田聖子  | 野崎洋一   | 4:57  |
| 11.       | 「瑠璃色の地球 2020 Piano Version (Bonus Track)」       | 松本隆                       | 平井夏美  | 野崎洋一   | 4:22  |
| 合計時間: | 合計時間:                                               | 合計時間:                    | 合計時間: | 合計時間:  | 48:18 |

11. 瑠璃色の地球 2020 Piano Version
- 初回限定盤・UMS盤のみ収録（デラックスエディション未収録）

### 初回限定盤DVD
1. 「SWEET MEMORIES 〜甘い記憶〜」Music Video
2. 「瑠璃色の地球 2020」Music Video
3. 「SWEET MEMORIES 〜甘い記憶〜」Music Video Making
4. 40th Anniversary Special Interview

### デラックス・エディション
| #         | タイトル                                                | 作詞                         | 作曲      | 編曲       | 時間  |
| --------- | ------------------------------------------------------- | ---------------------------- | --------- | ---------- | ----- |
| 1.        | 「瑠璃色の地球 2020」                                   | 松本隆                       | 平井夏美  | 野崎洋一   | 4:24  |
| 2.        | 「セイシェルの夕陽～40th Anniversary～」                | 松本隆                       | 大村雅朗  | 野崎洋一   | 4:21  |
| 3.        | 「赤いスイートピー English Verison」                    | 松本隆／ 英語詞: Marc Jordan | 呉田軽穂  | 野崎洋一   | 4:15  |
| 4.        | 「SWEET MEMORIES～甘い記憶～」                          | 松本隆                       | 大村雅朗  | 野崎洋一   | 4:49  |
| 5.        | 「いちご畑でFUN×4」                                     | 松本隆                       | 大瀧詠一  | 多羅尾伴内 | 4:53  |
| 6.        | 「風に向かう一輪の花」                                  | 松田聖子                     | 財津和夫  | 野崎洋一   | 4:56  |
| 7.        | 「La La!! 明日に向かって」                              | 松田聖子                     | 松田聖子  | 松本良喜   | 3:16  |
| 8.        | 「40th Party」                                          | 松田聖子                     | 松田聖子  | 野崎洋一   | 3:58  |
| 9.        | 「そよ風吹いたら～I can hear the sound of the waves～」 | 松田聖子                     | 松田聖子  | 野崎洋一   | 4:08  |
| 10.       | 「赤いバラ手に抱え」                                    | 松田聖子                     | 松田聖子  | 野崎洋一   | 4:55  |
| 11.       | 「蒼いフォトグラフ～Photograph of yesterdays～」        | 松本隆                       | 呉田軽穂  | 野崎洋一   | 4:16  |
| 合計時間: | 合計時間:                                               | 合計時間:                    | 合計時間: | 合計時間:  | 48:11 |

11. 蒼いフォトグラフ～Photograph of yesterdays～
- デラックス・エディション追加収録

## 参加ミュージシャン
- Drums: 鈴木邦明 (#8) / 吉田太郎 (#1, #2, #4, #6, #9)
- Bass: 水野雅章 (#8) / 田辺トシノ (#2, #6, #9)
- Guitars: 佐々木秀尚 (#1, #4, #8, #9) / 小川悦司 (#2, #6) / 坪井寛、花木雅広 (#8) / 石成正人 (#7)
- Guitar Sound Create: 高田二郎 (#8)
- Trumpet: 吉澤達彦 (#8)
- Flugelhorns: 真砂陽地 (#2) / 吉澤達彦 (#8)
- Alto Sax: 竹上良成 (#7, #8)
- Tenor Sax: 竹上良成 (#8)
- Soprano Sax: 竹上良成 (#4)
- Trombone: 高井天音 (#8)
- Violins: 阿部美緒 (1st Violin)、保科由貴 (2nd Violin) (#1) / 寺島貴恵、相知明日香 (#2, #4, #6)
- Violas: 田中景子 (#1) / 島岡万理子 (#2, #4, #6)
- Cellos: 大沼深雪 (#1) / 友田唱 (#2, #4, #6)
- Chorus: 松田聖子 (All except #1)
- Programming: 松本良喜 (#7)
- Edit: 大瀧詠一 (#5)
- All Other Instruments: 野崎洋一 (All except #5, #7) / 松本良喜 (#7)

## タイアップ
| 楽曲                            | タイアップ                                                   | 起用年 |
| ------------------------------- | ------------------------------------------------------------ | ------ |
| 「SWEET MEMORIES ～甘い記憶～」 | マクドナルド「新ごはんチキンタツタ編」CMソング               | 2020年 |
| 「La La!! 明日に向かって」      | テレビ東京系「ワールドビジネスサテライト」エンディングテーマ | 2020年 |